# Russudan Lortkipanidse
Russudan Lortkipanidse (russisch Русудан Лордкипанидзе, georgisch რუსუდან ლორთქიფანიძე; * 5. August 1947 in Tiflis) ist eine sowjetisch-georgische Architektin, Hochschullehrerin und Diplomatin.

## Leben
Lortkipanidses Vater Rewas Lortkipanidse aus der alten georgischen Adelsfamilie Lortkipanidse war Direktor des Instituts für Baumechanik und Erdtomographie der Akademie der Wissenschaften der Georgischen Sozialistischen Sowjetrepublik (AN-GSSR). Ihre Mutter Elen Lortkipanidse war Ökonomin.
Nach dem Abschluss der Mittelschule in Tiflis 1965 mit einer Goldmedaille begann Lortkipanidse das Studium an der Architektur-Fakultät des Polytechnischen Instituts Tiflis, das sie 1970 mit Auszeichnung abschloss. Ihr Diplomarbeitsprojekt für den Bau eines Kindergesundheitszentrums gewann den 1. Preis. 1971–1975 studierte sie am Moskauer Forschungsinstitut für Sozialarbeit und absolvierte die Aspirantur, an deren Ende sie 1975 mit ihrer Dissertation über die Prinzipien der räumlichen Gestaltung eines neuartigen außerschulischen Kinderzentrums vom Polytechnischen Institut Tiflis zur Kandidatin der Architektur promoviert wurde. 1972 war sie Mitglied der Union der Architekten geworden.
1975 wurde Lortkipanidse wissenschaftliche Mitarbeiterin des Instituts für Baumechanik und Erdtomographie der AN-GSSR. Ab 1976 lehrte sie auch am Polytechnischen Institut Tiflis. 1982–1983 war sie Gastforscherin an der Universität Rom in der Architektur-Fakultät. 1989–1991 absolvierte sie die Doktorantur am Moskauer Architektur-Institut (MArchI). 1993 verteidigte sie ihre Doktor-Dissertation über den Einfluss des historischen Erbes auf die moderne italienische Architektur, worauf sie zur Doktorin der Architektur promoviert und zur Professorin ernannt wurde.
Von 1998 bis zum 1. Oktober 2004 war Lortkipanidse Außerordentliche und Bevollmächtigte Botschafterin des unabhängig gewordenen Georgiens in der Republik Italien. Darauf wurde sie Rektorin der Staatlichen Universität Tiflis. Am 7. April 2006 wurde sie durch den Juristen Giorgi Chubua ersetzt, nachdem sie die vom Bildungsministerium geplanten Entlassungen kritisiert hatte.